# Maison des Bardets
La maison des Bardets est une maison située à Gannay-sur-Loire, en France.

## Localisation
La maison est située sur la commune de Gannay-sur-Loire, dans le département français de l'Allier.

## Description
Maison rurale de la fin du XVIIIe siècle, composée d'un corps de bâtiment rectangulaire à un seul niveau, percé de larges fenêtres aux encadrements en grès, et de deux communs à colombages, l'un servant d'étable et d'écurie, l'autre de logement aux domestiques. Les façades sont en maçonnerie de briques rouges et noires dessinant un réseau losangé caractéristique du Bourbonnais. C'est un type d'architecture édifié pour des citadins aisés désirant s'implanter à la campagne, au milieu de leurs terres.

## Historique
Les traces connues du domaine des Bardets apparaissent en 1575.
L'édifice est inscrit au titre des monuments historiques en 1983.